# 리안 스틸
리안 스틸(영어: Riann Steele)은 잉글랜드의 배우이다.